# Жир Петро Миколайович
Петро́ Микола́йович Жи́р — солдат Збройних сил України.

## Життєпис
Народився 16 червня 1979 року.
Освіта професійно-технічна.
25 жовтня 2015 року був закріпленим кандидатом (під № 18 у списку) на чергових місцевих виборах депутатів Львівської міської ради по територіальному виборчому округу № 53 від політичної партії «Воля».

## Нагороди
За особисту мужність і високий професіоналізм, виявлені у захисті державного суверенітету та територіальної цілісності України, вірність військовій присязі нагороджений орденом «За мужність» III ступеня (6.1.2016).